# Álex Craninx
Alexandro Marco Craninx Joostens (Málaga, España, 21 de octubre de 1995) es un futbolista español de origen belga que juega en la posición de guardameta en el Club de Fútbol Fuenlabrada de la Primera Federación.

## Trayectoria
Nacido en Málaga, Andalucía, Álex se formó en las categorías inferiores de La Laguna, club en el que estuvo desde los cinco hasta los trece años, Fuengirola FC, en el que estuvo desde 2008 a 2011 y Marbella FC en el que estuvo en 2011. 
En 2011, con tan solo 15 años ingresó en La Fábrica del Real Madrid CF, para formar parte del equipo juvenil "C". En el conjunto blanco iría quemando etapas, hasta formar parte del Real Madrid Club de Fútbol "C" de la Tercera División de España en la temporada 2014-15.
El 5 de octubre de 2014, hizo su debut con el tercer equipo madridista, en un empate 1-1 en casa frente a la AD Unión Adarve en la Tercera División de España.
En la temporada 2015-16, forma parte de la plantilla del Real Madrid Castilla de la Segunda División B de España, en el que estuvo durante dos temporadas. En la temporada 2016-17 apenas disputó 3 encuentros en las últimas 3 jornadas de liga con el filial blanco.
El 25 de julio de 2017, Craninx fichó por el Sparta de Róterdam de la Eerste Divisie, pero fue asignado al equipo de reserva en la Tweede Divisie. Con el filial disputa 10 encuentros, en los cuales encajó un total de 26 goles.
El 29 de enero de 2018, Craninx regresó a España tras firmar un contrato de cesión por seis meses con el FC Cartagena de la Segunda División B de España, pero no llegaría a disputar ningún encuentro.
El 27 de julio de 2018, Craninx firma un contrato por dos años y medio con el Molde FK de la Eliteserien. El  26 de mayo de 2019, debutó en la Eliteserien, en una derrota por 1-2 contra el Tromsø. 
El 11 de julio de 2019, debutaría en la primera ronda de clasificación de la UEFA Europa League, en una victoria por 7-1 sobre el KR.
En la temporada 2019, disputó 14 partidos y mantuvo la portería a cero en cuatro de ellos, logrando el título de la  Eliteserien. El 3 de diciembre de 2019, el Molde FK anunció que Craninx había acordado una extensión de su contrato durante tres temporadas más.
El 31 de enero de 2022, firma por el RFC Seraing de la Primera División de Bélgica, cedido por el Molde FK hasta el final de la temporada.
El 31 de enero de 2023, finaliza su contrato con el Molde FK y queda libre.
El 9 de febrero de 2023, firma por el Club de Fútbol Fuenlabrada de la Primera Federación.
El 28 de julio de 2023 el Club de Fútbol Fuenlabrada confirma que Álex sufre una rotura del ligamento cruzado anterior de la rodilla de su pierna derecha que le mantendrá alejado de los terrenos de juego por lo menos media temporada.

## Internacional
Llegó a ser internacional con la Selección de fútbol sub-19 de Bélgica, con la que disputó 6 encuentros.

## Clubes
Actualizado a 27 de mayo de 2023.
| Club                       | País          | Año           | Partidos Jugados | Goles Recibidos |
| -------------------------- | ------------- | ------------- | ---------------- | --------------- |
| Real Madrid "C"            | España        | 2014-2015     | 14               | 11              |
| Real Madrid Castilla C. F. | España        | 2015-2017     | 4                | 5               |
| Sparta de Róterdam         | Países Bajos  | 2017          | 0                | 0               |
| F. C. Cartagena            | España        | 2018          | 0                | 0               |
| Molde FK                   | Noruega       | 2018-2023     | 26               | 31              |
| Lillestrøm SK (cedido)     | Noruega       | 2021          | 2                | 6               |
| RFC Seraing (cedido)       | Bélgica       | 2022          | 0                | 0               |
| C. F. Fuenlabrada          | España        | 2023-act.     | 16               | 22              |
| Total carrera              | Total carrera | Total carrera | 62               | 75              |

## Palmarés

### Títulos nacionales
| Título      | Club     | País    | Año  |
| ----------- | -------- | ------- | ---- |
| Eliteserien | Molde FK | Noruega | 2019 |